# Ty the Tasmanian Tiger 3: Night of the Quinkan
Ty the Tasmanian Tiger 3: Night of the Quinkan é o terceiro jogo eletrônico da série Ty the Tasmanian Tiger. Foi o único da série a ter sido publicado pela Activision ao invés da Electronic Arts. Desenvolvido pela Krome Studios, foi lançado para PlayStation 2, GameCube, Xbox and Game Boy Advance.